# Úpadek finančních institucí
Úpadek finančních institucí je právem definovaná neschopnost instituce platit své splatné závazky (dluhy) věřitelům. Je definován v Hlavě IV insolvenčního zákona a představuje transpozici směrnic Evropské unie.
Finančními institucemi jsou myšleny například banky, spořitelní a úvěrová družstva, investiční společnosti a pojišťovny. Pro tyto instituce existuje úprava právních pravidel a výjimky z obecného režimu insolvenčního zákona, které jsou spjaty s předpisy Evropského společenství. Úpadek lze řešit i bez přerušení činnosti těchto institucí. Sanační operace probíhají prostřednictvím zavedených opatření, které provádí osoba určená orgánem dohledu. Všechny operace přitom musí vést k napravení problematické situace. Sanační operace ale probíhají mimo insolvenční řízení, a proto jsou řízeny zvláštními předpisy upravující činnost finančních institucí.